# Dlouhé
Dlouhé är en ort i Tjeckien.   Den ligger i regionen Vysočina, i den centrala delen av landet, 140 km sydost om huvudstaden Prag. Dlouhé ligger 555 meter över havet och antalet invånare är 274.
Terrängen runt Dlouhé är lite kuperad. Runt Dlouhé är det ganska tätbefolkat, med 65 invånare per kvadratkilometer. Närmaste större samhälle är Nové Město na Moravě, 6,8 km nordväst om Dlouhé. Trakten runt Dlouhé består till största delen av jordbruksmark.